# 太和庄天主堂
太和庄天主堂，位于北京市房山区长沟镇太和庄村。现为北京市房山区普查登记文物。

## 简介
太和庄天主堂位于太和庄村中心，建于民国三年（1914年），是房山地区最早的天主教堂。教堂周边都是教堂的产业，占地规模很大。
抗日战争初期，在太和庄天主堂周边发生了“太和庄惨案”。七七事变后，1937年9月，侵华日军占领了房山、良乡地区。房山各地人民纷纷组织地方武装，抗击日军。当时，一路（时称华北抗日同盟军，俗称“老便”）司令周文龙率3000多人在乡沟、窦店一带活动。其部下朱龙带领全队人员驻太和庄天主堂内。他们袭击日军，逮捕日军的探子，并将探子捆在太和庄天主堂里审讯。1937年12月23日拂晓，日军突然从太和庄村东北的砖窑沟侵入太和庄村。约凌晨四五点钟，太和庄村东北突响枪声，村中数百名村民被从睡梦中惊醒。日军冲进村里，见人就杀，见草垛和房子就放火，行凶整整半天，在太和庄惨案中，太和庄全村共78人被杀，数十间房屋及不少柴垛、草垛被烧毁。
中华人民共和国成立后，太和庄天主堂被关闭，在20世纪70年代前曾作为公社粮仓使用，后来被弃置不用。2009年6月23日，北京市政协副主席赵文芝来到长沟镇太和庄天主堂、琉璃河镇立教天主堂旧址调研。北京市民族事务委员会主任、北京市宗教局局长申建军，北京市政协民族宗教委员会办公室主任聂胜利，北京市天主教爱国会副主席石洪喜，房山区政协主席范文彦、副主席李惠英陪同调研。
2012年，“太和庄天主堂”被列为北京市房山区普查登记文物。

## 建筑
太和庄天主堂坐北向南，建筑面积232.5平方米，面阔三间、进深六间，南北长20米，东西长12米，由青砖砌筑。南面拱形大门之上镶嵌着十字架，东西两侧墙上各开侧面及5扇方形窗户。